# Ergane cognata
Espèce
Ergane cognata est une espèce d'araignées aranéomorphes de la famille des Salticidae.

## Distribution
Cette espèce est endémique du Territoire du Nord en Australie.

## Publication originale
- L. Koch, 1881 : Die Arachniden Australiens. Nürnberg, vol. 1, p. 1213-1271 (texte intégral).